# Liste des épisodes de Yakitate!! Ja-pan
Cet article est un complément de celui sur le manga Yakitate!! Ja-pan. Il contient la liste des épisodes de l'adaptation en anime.

## Liste des épisodes

### Liste des épisodes de l'arc "Bataille des nouveaux arrivants de Pantasia"
| No | Titre de l’épisode en anglais                                           | Titre original de l’épisode                                                                    | Date de 1re diffusion |
| -- | ----------------------------------------------------------------------- | ---------------------------------------------------------------------------------------------- | --------------------- |
| 1  | Arrival! The Boy with Solar Hands!                                      | 来たぞッ! 太陽の手を持つ少年! Kitazo!! Taiyou no Te wo Motsu Shounen!                          | 12 octobre 2004       |
| 2  | Maharajah! The Day Mount Fuji Descent!                                  | マハラジャッ! 富士山が降ってきた日! Maharaja!! Fujisan ga Futtekita Hi                         | 19 octobre 2004       |
| 3  | Burnt Black! Is This The Final Kurowa-San!?                             | 黒コゲ! これが究極の黒輪さん!? Kurokoge! Kore ga Kyuukyoku Kurowa-san!?                        | 26 octobre 2004       |
| 4  | Hiihin! Make A Delicious Bread!                                         | ヒヒーン! 馬味(うま)いパンを作れ! Hi hiin!! Umai pan wo tsukure                                | 2 novembre 2004       |
| 5  | Delicious! A Decisively Ultimate Butter!                                | 美(う)メェ〜ッ! 決め手は究極のバター! Umeeee!! Kimete ha kyuukyoku no bataa!                   | 9 novembre 2004       |
| 6  | It's The Main Store! Dancing Meister!                                   | 本店だ! 踊るマイスター! Honten da!! Odoru maisutaa!                                            | 16 novembre 2004      |
| 7  | Hattori Surprise! Transformation With The Secret Sauce!                 | びっくり服部! 秘密のタレで変身じゃ! Bikkuri Hattori!! Himitsu no tare de henshin ja!           | 23 novembre 2004      |
| 8  | Kawachi Kai! Solar Gauntlets!                                           | 河内(改)! 太陽のガントレット! Kawachi Kai!! Taiyou no gantoretto!                              | 7 décembre 2004       |
| 9  | I Won't Lose! I Challenge You With My Osaka-Pan!                        | 負けへん! 大阪パンで勝負や! Makehen!! Oosaka pan de shoubu ya!                                 | 14 décembre 2004      |
| 10 | Each One's Opening Curtain! Pantasia Newcomers Battle Begins!           | それぞれの開幕! パンタジア新人戦開始! Sorezore no kaimaku!! Pantajia shinjin no kaishi!        | 21 décembre 2004      |
| 11 | Garbage And Trash! Kazuma Selected The Worst Possible Butter!           | クズカスッ! 和馬が選んだ最低バター! Kuzukasuu!! Kazuma ga erabu saitei bataa!                  | 28 décembre 2004      |
| 12 | Kazuma Disqualified!? Resurrection From The Brink Of Death By Ultra C!  | 和馬失格!? 起死回生のウルトラC! Kazuma shikkaku!? Kishikaisi no urutora C!                     | 28 décembre 2004      |
| 13 | Sorry For The Wait! Falling down drunk Melon Bread!                     | ヘイお待ちィ! メロンパンでメロンメロン! Hei omachii!! Meron pan de meron meron!                | 11 janvier 2005       |
| 14 | Delicious! The Trap Of The Yakisoba Bread!                              | 美麺(うめーん)〜ッ! 焼きそばパンの落とし穴! Umee~n!! Yakisoba pan no otoshiana!                | 18 janvier 2005       |
| 15 | The Best Possible Team! We're Going To Win With Onono Komachi-San!      | 最強チーム! 小野小町さんで勝つんじゃ! Saikyō chīmu! Ononokomachi-san de katsu n ja!            | 25 janvier 2005       |
| 16 | The Green Marvel! It's The Magician Kazuma!                             | ミドリの奇跡! 魔法使い和馬ッ! Saikyou chiimu!! Onono Komachi-san de katsun ja!                 | 1er février 2005      |
| 17 | Decisive Battle! Koala's Dragon Vs. Kazuma's Turtle!                    | 大決戦! コアラの竜VS和馬のカメ! Midori no kiseki!! Mahoutsukai Kazuma~!                        | 8 février 2005        |
| 18 | With A Little Prayer! An Oath On The Grave!                             | 祈りをこめて! 墓前の誓い! Inori wo komete!! Bonzen no chikai!                                  | 15 février 2005       |
| 19 | Nightmarish Semifinals! Yukino's Despicable Trap!                       | 悪夢の準決勝! 雪乃の卑劣な罠! Okumu no jyunkessyou!! Yukino no hiretsu na wana!                | 22 février 2005       |
| 20 | Indomitable Fighting Spirit! Use Adversity As A Springboard To Success! | 不屈の闘志! 逆境をバネに立ち上がれ! Fukutsu no toushi!! Gyakkyou wo bane ni tachia uekare!     | 8 mars 2005           |
| 21 | Experimental, Historical, Supreme Bread! It's Ja-Pan #44!               | 試作史上最強のパン! ジャぱん44号じゃッ! Shisaku shijousaidai no pan!! Japan 44 gou jaa!        | 15 mars 2005          |
| 22 | Just Before The Finals! The Black Shadow That Approaches Kazuma!        | 決勝戦直前! 和馬に迫る黒い影 Kessousen choukuzen!! Kazuma ni kuroi kaze!                       | 22 mars 2005          |
| 23 | Sticky Showdown! Azuma Kazuma vs. Kanmuri Shigeru!                      | モチモチ対決! 東和馬VS冠茂! Chimo chimo taiketsu!! Azuma Kazum VS Kanmuri Shigeru!             | 29 mars 2005          |
| 24 | Meister Flying In The Air! Who Will Be The Winner?!                     | 空飛ぶマイスター! 勝つのはどっち!? Soratobu maisutaa!! Katsu no ha dotchi!?                    | 29 mars 2005          |
| 25 | What Was That?! Kawachi, A Man's Hard Training!                         | なんやてっ! 河内, 漢の猛特訓! Nanyate~!! Kawachi, otoko no moutokkun!                          | 5 avril 2005          |
| 26 | Last Match Of The Newcomer's Battle! Singing And Dancing French Breads! | 新人戦最終試合! 歌って踊るフランスパン! Shinjin ikusa saishyuu shiai!! Utte odoru furansu pan! | 19 avril 2005         |
| 27 | Let's All Make Bread Together! It's Ja-Pan #2!                          | レッツみんなでパン作り! ジャぱん2号じゃッ! Lettsu minna de pan tsukuri!! Japan 2 gou jaa!      | 26 avril 2005         |

### Liste des épisodes de l'arc "Coupe de Monaco"
| No | Titre de l’épisode en anglais                                                  | Titre original de l’épisode                                                                                             | Date de 1re diffusion |
| -- | ------------------------------------------------------------------------------ | --- | --------------------- |
| 28 | The Ten Billion Yen Man!? Pantasia's Life Or Death Crisis!                     | 百億の男!? パンタジア存亡の危機! Hyaku oku no otoko!? Pantajia sonbou no kiki!                                          | 3 mai 2005            |
| 29 | Close Attack! The Birth Of The Black Ja-Pan!                                   | 迫撃! ブラックジャぱん誕生! Hakugeki!! Burakku Japan Tanjou!                                                            | 10 mai 2005           |
| 30 | And Now, It's France! Aim For The Monaco Cup!                                  | いざフランス! 目指せモナコカップ! Iza Fransu!! Mezase Monako Kappu!                                                     | 17 mai 2005           |
| 31 | The Critical Touch-And-Go Situation! The Prohibited Rodin Strategy!            | 一触即発! 禁断のロダン作戦! Isshokusokuhatsu!! Kindan no Rodan Sakusen!                                                 | 24 mai 2005           |
| 32 | This Is The World Level! The Roulette That Brings Forth A Storm!               | これぞ世界レベル! 嵐を呼ぶルーレット! Koreze Sekai Reberu!! Arashi wo Yobu Ruuretto!                                    | 31 mai 2005           |
| 33 | Snacks At 3 P.M.! It's Ja-Pan #21!                                             | 3時のおやつ! ジャぱん21号じゃッ! Sanji no oyatsu!! Japan 21 gou jaa!                                                    | 7 juin 2005           |
| 34 | Lupan #3! Pain D'epice, Kai-Style                                              | ルパン3号! パン·デ·エピス戒(改)! Lupan 3 gou!! Pan • de • episu (kai)!                                                  | 14 juin 2005          |
| 35 | The World Pays Attention! The Monaco Cup Finals Begin!                         | 世界が注目! モナコカップ本選スタート! Sekai ga chyuumoku!! Monako kappu honsen sutaato!                                 | 28 juin 2005          |
| 36 | A Speed Contest! Ping It With That!                                            | スピード勝負! アレでチンしてッ! Supiido shoubu!! Are de Chin shite~!                                                    | 12 juillet 2005       |
| 37 | Survival! Bakers On An Uninhabited Island!                                     | サバイバル! 無人島のパン職人! Sabaibaru!! Mujintou no pan shokunin!                                                     | 19 juillet 2005       |
| 38 | And Now You Must Swim! Tai-Yaki-Kun Of The Southern Island!                    | いざ泳げ! 南の島のタイ焼きくん! Iza oyouge!! Minami no shima no taiyaki kun!                                            | 26 juillet 2005       |
| 39 | A Dive Into Hell! A New Scheme!                                                | 地獄へのダイブ! 新たなる謀略! Jigoku he no daibu!! Arata naru bouryaku!                                                 | 26 juillet 2005       |
| 40 | Pierrot's Miscalculation! The Last Supper, How Does It Taste?                  | ピエロの大誤算! 最後の晩餐, お味はいかが? Piiro daigosan!! Saigo no bansan, oaji ha ika ga?                             | 2 août 2005           |
| 41 | The King's Question! Who Must Taste Delicious Bread First?                     | 王様の質問! 美味しそうなパンを最初に食べさせるのは? Ousama no shitsumon!! Oishisouna pan wo saisho ni tabesaseru no ha? | 9 août 2005           |
| 42 | Curiouser and curiouser!! The truth about the Kaysers!                         | 奇々怪々! カイザーの正体! Kiki kaikai!! Kaisaa no shoutai!                                                              | 16 août 2005          |
| 43 | Fully Nutritional! Sports Pan Confrontation!                                   | 栄養たっぷり! スポーツパン対決! Eiyou tappuri!! Supootsu pan taiketsu!                                                  | 23 août 2005          |
| 44 | The Threat Of The Speed Of Sound! Gopan #97!                                   | 音速の脅威! ゴぱん97号! Onsoku no kyoui!! Gopan 97 gou!                                                                 | 6 septembre 2005      |
| 45 | Nude, Nude, Nude (Ra, Ra, Ra!)! Magnificent Bread Battle!                      | 裸·裸·裸! 華麗なるパン勝負! Hadaka・hadaka・hadaka!! Karei naru pan shoubu!                                             | 13 septembre 2005     |
| 46 | Pierrot Arrested?! Bounds Between Love And Bread!                              | ピエロ護送!? 愛がぎっしり詰まったパン! Piiro gosou!? Ai ga jisshiri tsumatta pan!                                       | 20 septembre 2005     |
| 47 | Victory! Revolutionizing The Bread Industry!                                   | ヴィクトリー! パン業界に革命を! Vikutorii!! Pan gyoukai ni kakumei wo!                                                  | 27 septembre 2005     |
| 48 | Great Detective Pierrot! A Reaction You Can Lay Your Life On!                  | 名探偵ピエロ! 命をかけたリアクション! Meitantei Piiro!! Inochi wo kaketa riakusshon!                                    | 4 octobre 2005        |
| 49 | Reunion at the VIP Seat! Heaven Again!                                         | VIP席で再開! ヘブン·アゲイン! VIP seki de saikai!! Hebun • agein!                                                       | 4 octobre 2005        |
| 50 | I'll Show You The Universe! The Man Who Will Inherit Gopan!                    | 宇宙を魅せる! ゴぱんを継ぐ男! Uchyuu wo miseru!! Gopan wo tsugu otoko!                                                  | 11 octobre 2005       |
| 51 | All The Ultimate Ingredients Collected! The Greatest Finals In All Of History! | 集められた究極の食材! 史上最大の決勝戦! Atsumerareta kyuukyouku no shokuzai!! shhijyousaidai no kesshousen!             | 25 octobre 2005       |
| 52 | Time travelling Pierrot! To the ends of the Universe Ja-pan?!                  | 時を越えるピエロ! ジャぱん世界の頂点へ!? Toki wo koeru Piiro!! Japan sekai no chouten he!?                              | 1er novembre 2005     |

### Liste des épisodes de l'arc "Yakitate!! 9"
| No | Titre de l’épisode en anglais                                                     | Titre original de l’épisode                                                                                         | Date de 1re diffusion |
| -- | --------------------------------------------------------------------------------- | --- | --------------------- |
| 53 | Kirisaki's Challenge!! Start of the New Program "Yakitate! 9"!                    | 霧崎からの挑戦状!! 新番組「焼きたて!9」スタート! Kirisaki kara no chousenjyou!! Shinbangumi "Yakitate!! 9" sutaato! | 8 novembre 2005       |
| 54 | The Bread Battle in Special Localities!! In The End, He's a Pop Idol!             | ご当地パン対決!! なんてったってアイドル! Touchi pan taiketsu!! Nantettatte aidoru!                                  | 15 novembre 2005      |
| 55 | Awaken!! Super Kuroyanagi!                                                        | 目覚めよ!! スーパー黒柳! Mezameyo!! Suupaa Kuroyanagi!                                                              | 22 novembre 2005      |
| 56 | Kuroyanagi in Danger!! The Lost Reactions!                                        | 危うし黒柳!! 失われたリアクション! Ayaushi Kuroyanagi!! Ushinawareta riakushon!                                     | 6 décembre 2005       |
| 57 | Ooo, Mango!! CMAP's Big Counterattack!                                            | ウー, マンゴー!! CMAPの大逆襲! Uu, mangoo!! CMAP no daigyakushuu!                                                   | 13 décembre 2005      |
| 58 | Love Will Rescue Saito As Well!! Solar Hands vs The Flame Arm!                    | 愛は西都も救う!! 太陽の手VS炎の腕! Ai ha Saito mo sukuu!! Taiyou no te VS Honoo no ude!                             | 20 décembre 2005      |
| 59 | Nin Nin Nin!! My Way of Ninja!                                                    | ニンニンニン!! オレの忍道だってばよ! Nin Nin Nin!! ore no Ninja Dattebayo!                                          | 10 janvier 2006       |
| 60 | I Hate All Things Twisted!! Kai and Monica's Two-Person Tripod!                   | 曲がったことが大キライ!! 戒とモニカの二人三脚! Magatta koto ga dai kirai!! Kai to Monika no nininsankyaku!          | 10 janvier 2006       |
| 61 | Kanmuri's Secret!! A Jam Showdown Without Moral Codes!                            | 冠の秘密!! 仁義なきジャム対決! Kanmuri no himitsu!! Jingi naki jamu taiketsu!                                       | 17 janvier 2006       |
| 62 | The Sibling Showdown!! The First-Class Man Chosen By Dad!                         | 兄弟決戦!! 父が選んだ一流の男! Kyoudai kessen!! Chichi ga eranda ichiryuu no otoko!                                 | 24 janvier 2006       |
| 63 | The Seaweed Bread Showdown!! A Really Famous Person Is Going To Appear, You Know! | 海苔パン対決!! 超有名人が出るんですよ! Nori pan taiketsu!! Chou yuumeijin desu yo!                                  | 31 janvier 2006       |
| 64 | A Traditional Taste!! The Heart That Thinks of Japan Is Just One!                 | 伝統の味!! 日本を思うココロはひとつ! Dentou no aji!! Nihon wo omou kokoro ha hitotsu!                               | 7 février 2006        |
| 65 | The Fearful Revenge!! The Panda Man Appears!                                      | 恐怖のリベンジ!! パンダ男, 現る! Kyoufu no ribenji!! Panda otoko, utustsuru!                                        | 14 février 2006       |
| 66 | The Miraculous Steamed Bread!! The Day Panda Became a Panda!                      | 奇跡の蒸しパン!! パンダがパンダになった日! Kiseki no mushi pan! Panda ga panda ni natta hi!                         | 21 février 2006       |
| 67 | The Sun VS. The Blizzard!! The Ultimate Tart Showdown!                            | 太陽VS吹雪!! 究極のタルト対決! Taiyou VS Fubuki!! Kyuukyoku no taruto taiketsu!                                     | 28 février 2006       |
| 68 | This is the path I must take!? The Road of the Loquat!                            | これが私の進む道!? ロード·オブ·ザ·ビワ! Kore ga watashi no susumu michi!? Roodo obu za biwa!                        | 7 mars 2006           |
| 69 | Who is it that you will give truly delicious bread to!? The Japan, forever!       | 本当に美味いパンを食べさせるのは!? ジャぱんよ, 永遠に! Hontou ni umai pan wo tabesaseruno ha!? Japan yo, eien ni!   | 14 mars 2006          |